# Сокальський повіт
Сокальський повіт (пол. Powiat sokalski) — історична адміністративно-територіальна одиниця у складі Королівства Галичини і Володимирії, ЗУНР, Польщі та УРСР. 

## Австро-Угорщина
Утворений 1867 року.

## У складі Львівського воєводства
Включений до складу Львівського воєводства Польської республіки після утворення воєводства у 1920 році на окупованих землях ЗУНР. 

### Адміністративний поділ

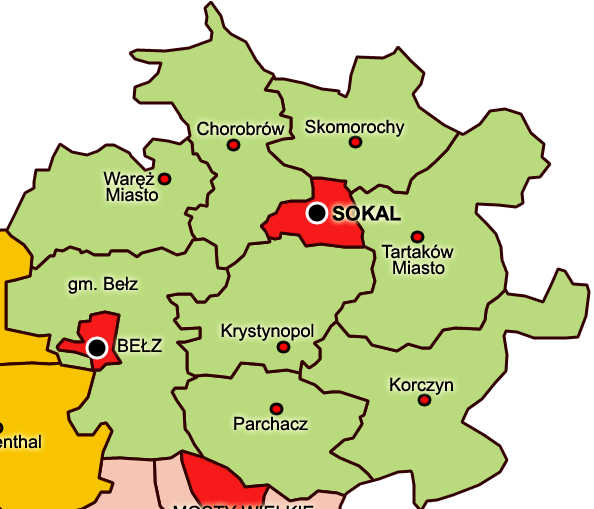
Сокальський повіт

1 січня 1926 р. з гміни (самоврядної громади) Стенятин Сокальського повіту вилучено оселі на розпарцельованій (розділеній) частині фільварку Розалівка і нерозпарцельовану частину та утворено з них самоврядну гміну Станіславівка.
Розпорядженням міністра внутрішніх справ 25 березня 1930 . вилучена частина сільської гміни Бишів Сокальського повіту Львівського воєводства і з неї утворена самоврядна сільська гміна Ряшовичі того ж повіту і воєводства.
1 квітня 1930 р. вилучена частина сільської гміни Сілець Белзький Сокальського повіту Львівського воєводства і з неї утворена самоврядна сільська гміна Завоня того ж повіту і воєводства.
Розпорядженням міністра внутрішніх справ 10 квітня 1934 р. село Тишиця передане з Сокальського повіту Львівського воєводства до Кам'янецького повіту Тарнопольського воєводства
1 серпня 1934 р. було здійснено новий поділ на сільські гміни шляхом об’єднання дотогочасних (збережених від Австро-Угорщини) ґмін, які позначали громаду села. Новоутворені ґміни відповідали волості — об’єднували громади кількох сіл або (в дуже рідкісних випадках) обмежувались єдиним дуже великим селом.

#### Міста (Міські ґміни)
1. м. Сокаль
2. м. Белз

#### Сільські ґміни
Кількість:
1920-1926 рр. — 99
1926-1930 рр. — 100
1930-1934 рр. — 102
1934 рр. — 101
1934-1939 рр. — 8
| Об'єднані сільські ґміни 1934 року                          | Об'єднані сільські ґміни 1934 року                          | Старі сільські ґміни | Кількість |
| ----------------------------------------------------------- | ----------------------------------------------------------- | --- | --------- |
| 1                                                           | Ґміна Белз                                                  | Безеїв, Будинин, Ванів, Вербіж, Вижлув (Вижлів), Витків, Ворохта, Гора, Жужіль, Куличків, Махнівок, Миців, Осердів, Перемислів, Пивовщина, Прусинів, Себечів, Тушків, Хлоп’ятин, Цеблів | 20        |
| 2                                                           | Ґміна Варяж Місто                                           | Варяж Місто, Варяж Село, Винники, Довжнів, Городище Варязьке, Гільче, Жнятин, Костяшин, Лещків, Ліски, Лівче, Лубів, Переводів, Русин, Сулимів                                          | 15        |
| 3                                                           | Ґміна Корчин                                                | Бишів, Гоголів, Збоїська, Корчин, Поздимир, Радванці, Рожджалів, Ряшовичі (з 25.03.1930), Торки, Яструбичі                                                                              | 10        |
| 4                                                           | Ґміна Кристинополь                                          | Бендюга, Боратин, Глухів, Добрячин, Жабче Муроване, Завишня, Клюсів, Кристинополь, Маджарки, Новий Двір, Острів, Поториця                                                               | 12        |
| 5                                                           | Ґміна Пархач                                                | Волсвин, Городище Василіянське, Завоня (з 01.04.1930), Пархач, Сілець | 5         |
| 6                                                           | Ґміна Скоморохи                                             | Барані Перетоки, Городиловичі, Ільковичі, Печигори, Свитазів, Скоморохи, Станіславівка (з 01.01.1926), Стенятин, Теляж, Ульвівок                                                        | 10        |
| 7                                                           | Ґміна Тартакув Място                                        | Бобятин, Волиця Комарева, Горбків, Зубків, Комарів, Копитів, Лещатів, Лучичі, Переспа, Первятичі, Спасів, Шарпанці, Тартаків місто, Тартаків, Тартаковець                               | 15        |
| 8                                                           | Ґміна Хоробрув                                              | Бояничі, Войславичі, Гатовичі, Конотопи, Мошків, Ниновичі, Нісмичі, Опільсько, Савчин, Старгород, Тудорковичі, Угринів, Хоробрів, Шмитків                                               | 14        |
| передано до Кам'янецького повіту Тарнопольського воєводства | передано до Кам'янецького повіту Тарнопольського воєводства | Тишиця (до 10.04.1934) | 1         |

* Виділено містечка, що були у складі сільських ґмін та не мали міських прав.

## Період СРСР
27 вересня 1939 р. територія повіту була зайнята радянськими військами, але Договором про дружбу та кордон між СРСР та Німеччиною Сталін обміняв Закерзоння на Литву і до 12 жовтня радянські війська відійшли за Буг і Солокію, тому північно-західну частину повіту на лівому березі Бугу і Солокії передали німцям (включена до Грубешівського повіту Дистрикту Люблін Генеральної губернії, в 1944 р. віддана Польщі). Більша частина повіту залишилася за СРСР і 27 листопада  1939 р. включена до новоствореної Львівської області. 17 січня 1940 р. територія повіту поділена на Шевченківський і Сокальський райони.

## Пострадянська Україна
Сьогодні більша частина території колишнього Сокальського повіту входять до складу Сокальського та Радехівського районів Львівщини - колишні міські ґміни Белз та Сокаль, колишні сільські ґміни Корчин, Кристонополь, Пархач, Скоморохи, Тартакув Място, Хоробрув -  повністю, ґміна Белз - села Безеїв (колишнє), Ванів, Жужель, Куличків, Низи, Перемислів, Себчів, Цеблів, ґміна Варенж Място - села Варяж, Лешків, Лубнів, Русин.

## Населення
У 1907 році українці-грекокатолики становили 66% населення повіту.
У 1939 році в повіті проживало 116 880 мешканців (76 675 українців греко-католиків — 65,57 %, 13 145 українців-латинників — 11,24 %, 10 185 поляків — 8,71 %, 2 870 польських колоністів — 2,45 %, 13 785 євреїв — 11,79 % і 270 німців — 0,23 %).
Публіковані польським урядом цифри про національний склад повіту за результатами перепису 1931 року (з 109 111 населення ніби-то було аж 42 851 (39,27%) поляків при 59 984 (54,98%) українців, 5 917 (5,42%) євреїв і 136 (0,12%) німців) суперечать даним, отриманим від місцевих жителів (див. вище) та пропорціям за допольськими  (австрійськими 1907 року) та післяпольськими (радянськими 1940 і німецькими 1942) звітами.